# Harro Otto

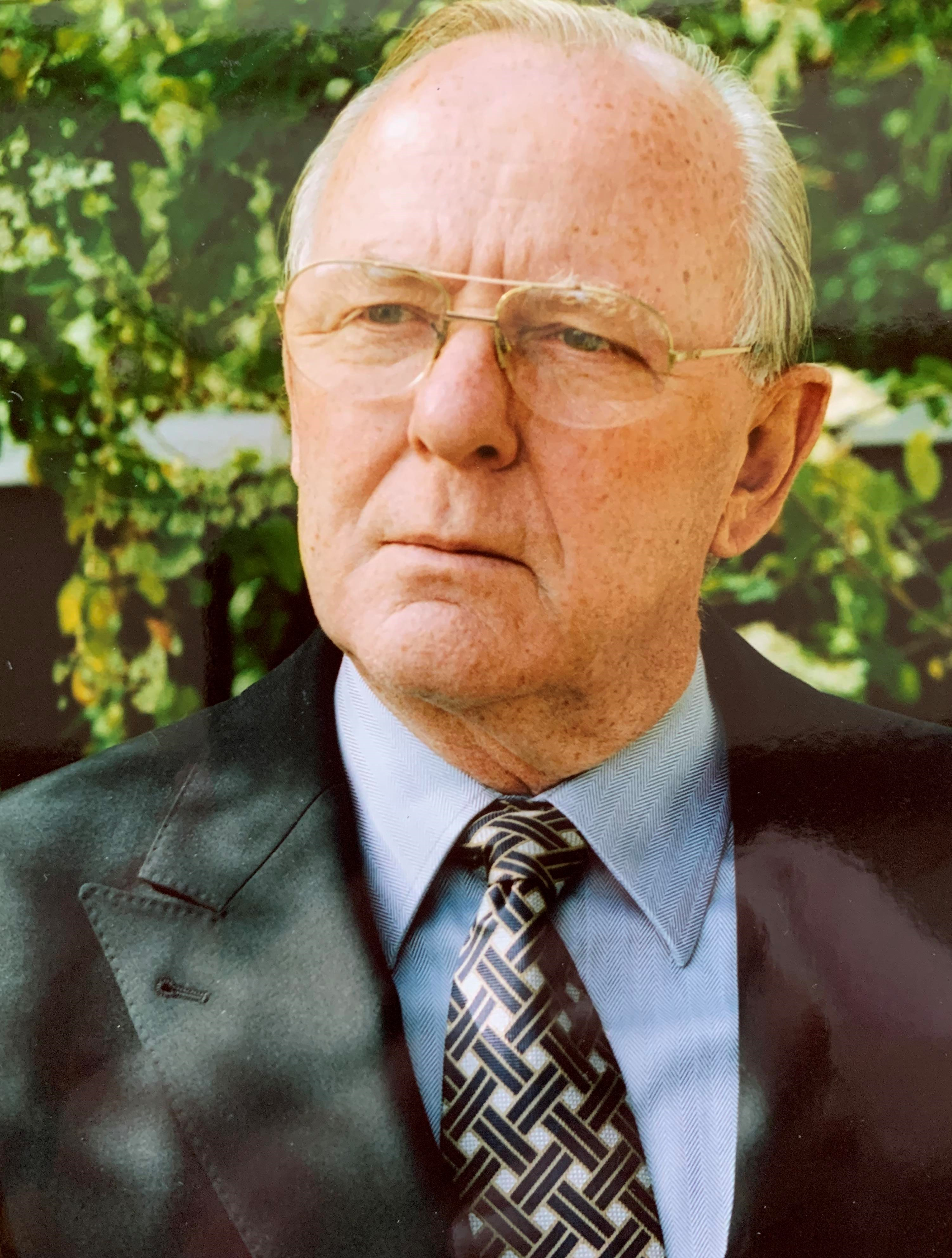
Harro Otto, 2007

Harro Otto (* 1. April 1937 in Sobbowitz/Freie Stadt Danzig (heute polnisch Sobowidz)) ist ein emeritierter Strafrechtswissenschaftler der Universität Bayreuth.

## Lebenslauf
Nach dem Studium der Rechtswissenschaft an der Universität Hamburg (1956–1960), erstem und zweitem Staatsexamen arbeitete Harro Otto von 1962 bis 1965 als wissenschaftlicher Assistent am Lehrstuhl für Strafrecht und Kriminalpolitik an der Universität Hamburg (Werner Hardwig, Rudolf Sieverts). Nach der Promotion zum Thema „Pflichtenkollision und Rechtswidrigkeitsurteil“ (1964) ging er als wissenschaftlicher Assistent an den Lehrstuhl für Strafrecht und Kriminologie der Justus-Liebig-Universität Gießen (Anne-Eva Brauneck), wo er sich 1969 habilitierte. Nach der Vertretung einer Professur an der Universität Hamburg (1970/71) folgte 1971 die Berufung auf eine Professur für Strafrecht, Strafprozessrecht und Rechtsphilosophie an der Philipps-Universität Marburg als Nachfolger von Erich Schwinge. Im Jahr 1977 wurde er Inhaber eines Lehrstuhls für Strafrecht, Strafprozessrecht und Rechtsphilosophie an der Universität Bayreuth. In den Jahren 1988–1991 amtierte er als Vizepräsident der dortigen Universität. Er wurde 2005 emeritiert.

## Forschung und Lehre
Harro Otto prägt eine eigene Sichtweise des Strafrechts. Im Sinne der Auffassung von Claus Roxin ist er ein Befürworter der Risikoerhöhungslehre. Dogmatisch geht Otto von einem einheitlichen Unrechtstatbestand aus, der die Elemente des Tatbestands und die Rechtswidrigkeit umfasst. Folglich kommt er zu einem zweistufigen Deliktsaufbau aus Unrechtstatbestand und Schuld. Der wesentliche Unterschied zur herrschenden Lehre liegt darin, dass nach Ottos Ansatz die Tatbestandsverwirklichung keine Indizwirkung in Bezug auf die Rechtswidrigkeit auslöst.
Otto hat seine Rechtsauslegung in zwei Lehrbüchern zum allgemeinen und besonderen Teil des Strafrechts dargelegt, in denen er teilweise die Rechtsprechung des Bundesgerichtshofs als dogmatisch widersprüchlich kritisiert.
Der Forschungsschwerpunkt von Otto liegt neben der allgemeinen Strafrechtsdogmatik vor allem auch im Wirtschaftsstrafrecht. Aufsehen erregte er, als er im Rahmen der strafrechtlichen Ermittlungen gegen den früheren Bundeskanzler Helmut Kohl im Rahmen der CDU-Spendenaffäre als Gutachter wirkte und den Tatbestand der Untreue zu Gunsten Kohls auslegte.
Der einzige Habilitand Ottos ist der Bayreuther Privatdozent Joerg Brammsen.
1986 verlieh die Universität Pécs (Ungarn) Otto die Ehrendoktorwürde.

## Schriften

### Monographien
- Pflichtenkollision und Rechtswidrigkeitsurteil. de Gruyter, Hamburg 1965 (3. Aufl., Elwert, Marburg 1978, ISBN 3-7708-0497-X).
- Die Struktur des strafrechtlichen Vermögensschutzes. Duncker & Humblot, Berlin 1970.
- Übungen im Strafrecht. de Gruyter, Berlin / New York 1974, ISBN 3-11-004790-X. (7. Aufl. 2010 (mit Nikolaus Bosch)).
- Grundkurs Strafrecht. Allgemeine Strafrechtslehre. de Gruyter, Berlin 1976, ISBN 3-11-006730-7. (7. Aufl. 2004); spanisch, Barcelona 2017.
- Grundkurs Strafrecht. Ein Lernbuch. de Gruyter, Berlin 1977, ISBN 3-11-007239-4.
- Grundkurs Strafrecht. Die einzelnen Delikte. de Gruyter, Berlin 1977, ISBN 3-11-007239-4. (8., neu bearb. Aufl. 2011, ISBN 978-3-89949-513-3)
- Bargeldloser Zahlungsverkehr und Strafrecht. Heymann, Köln/München 1978, ISBN 3-452-18457-9.
- Bankentätigkeit und Strafrecht. Heymann, Köln/München 1983, ISBN 3-452-19628-3.
- Die strafrechtliche Bekämpfung unseriöser Geschäftstätigkeit. Schmidt-Römhild, Lübeck 1990, ISBN 3-7950-1102-7.
- Die Strafbarkeit von Unternehmen und Verbänden. de Gruyter, Berlin 1993.
- Aktienstrafrecht. Erläuterungen zu den §§ 399–410 AktG. de Gruyter, Berlin 1997, ISBN 3-11-015654-7.

### Herausgeberschaften
- mit Hans-Dieter Schwind: Ursachen, Prävention und Kontrolle von Gewalt. Duncker & Humblot, Berlin 1990.
- mit Hans-Uwe Erichsen, Klaus Geppert, Philip Kunig, Klaus Schreiber und Dagmar Coester-Waltjen: Das Jura-Studium. de Gruyter, 2. Auflage, Berlin 1993.